# Gattico
Gattico (piemontesisch und lombardisch Gàtich) ist eine Fraktion und Gemeindesitz der italienischen Gemeinde (comune) Gattico-Veruno in der Provinz Novara, Region Piemont.

## Geographie
Die Ortschaft liegt im Alpenvorland etwa 30 km Luftlinie von Novara entfernt zwischen den beiden Seen Lago Maggiore im Nordosten und Lago d’Orta im Nordwesten.

## Geschichte
Gattico war bis 2018 eine eigenständige Gemeinde und schloss sich am 1. Januar mit Veruno zur Gemeinde Gattico-Veruno zusammen. Zuvor hatten sich die Wahlberechtigten der beiden Gemeinden in einem Referendum im November 2018 gegen einen Zusammenschluss ausgesprochen. Die Regionalverwaltung setzte sich über das nicht bindende Abstimmungsergebnis hinweg und begründete dies mit der geringen Wahlbeteiligung von 36 %, die als nicht repräsentativ angesehen wurde. Das ehemalige Gemeindegebiet umfasste eine Fläche von etwas mehr als 16 km². Zur Gemeinden gehörten auch die Fraktionen Maggiate Inferiore und Maggiate Superiore. Die Gemeinde besaß 2017 3395 Einwohner. Nachbargemeinden waren Borgomanero, Comignago, Invorio, Oleggio Castello, Paruzzaro und Veruno.